# 铜承盘高足玉杯

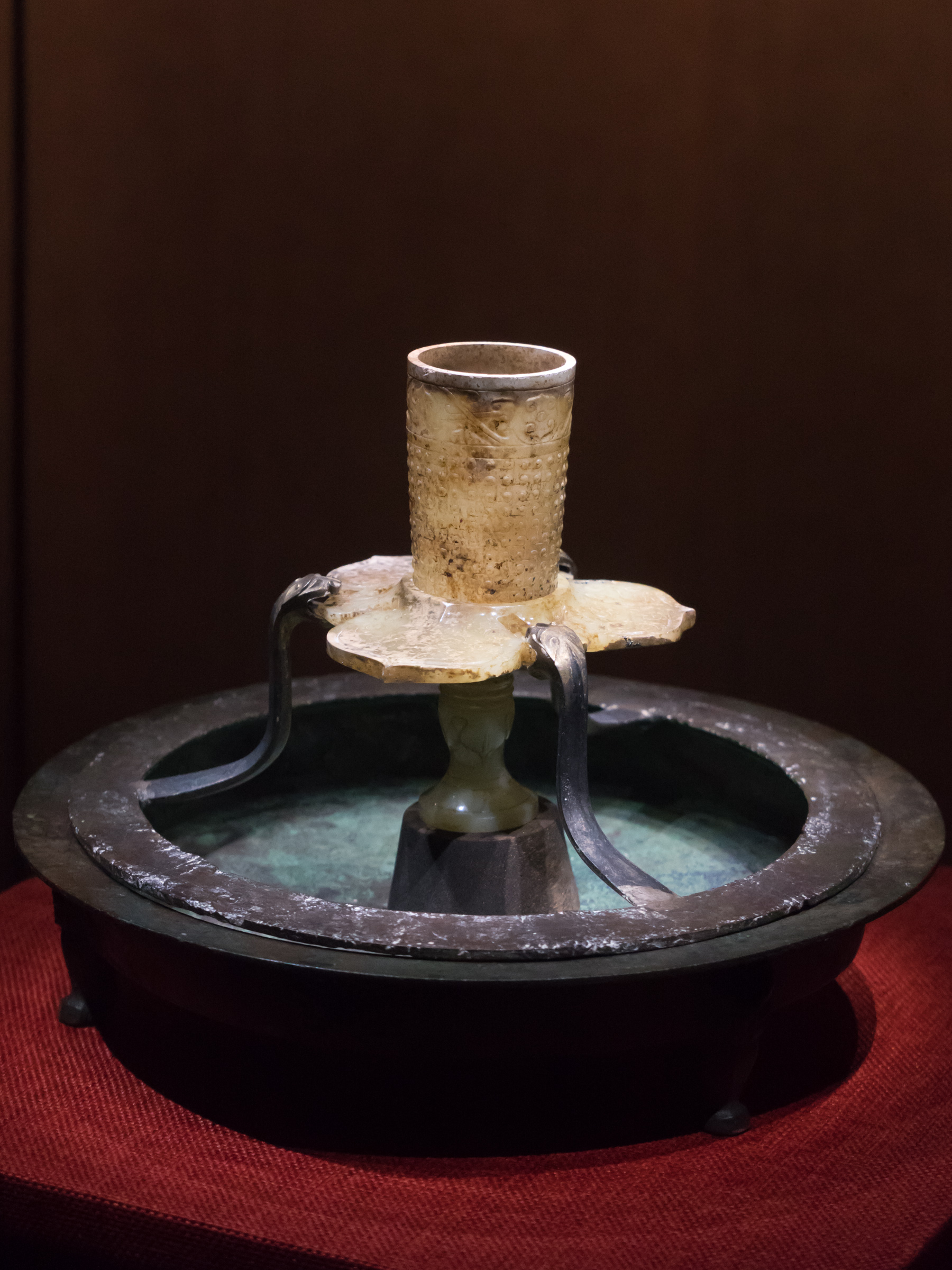
铜承盘高足玉杯

铜承盘高足玉杯是1983年在广州解放北路发现的南越王墓内出土，现珍藏于南越王博物院。
全杯由筒式高足杯、花瓣形玉托和铜承盘三部分组成，呈三龙拱怀之势，由金、银、玉、铜、木五种材料做成。杯为青玉质，圆筒形，杯体座足由另一玉料雕出。高11.75厘米、口径4.15厘米、座足高3.95厘米。托架为青玉质，双面琢花，作出三片大型花瓣，花瓣间凸出三片小花蕾，中间有圆孔，玉杯放入孔中。玉瓣托架由三条金头银身的龙各含一花蕾，把托架举起。三龙下面为铜质承盘，为扁圆形。玉杯座足下有一木块垫承，出土于墓中棺椁头端。
1. ↑  中国政法大学法律古籍整理研究所. . 中华法制文明虚拟博物馆. 2020-02-13  [2024-05-17]. （原始内容存档于2024-05-17）.
2. ↑  南越王博物院. . 微信公众号. 2019-01-21  [2024-05-17]. （原始内容存档于2024-05-17）.